# ピストル星雲
ピストル星雲（ぴすとるせいうん）は、いて座にある星雲である。星雲は銀河系内で最も明るい恒星とされるピストル星を囲むように存在している。星雲と星は共に地球からおよそ25,000光年離れた、銀河系の中心部に近い五重星団に存在している。星雲は9.3M☉の、数千年前に星から放出されたイオン化ガスによって構成されている。ピストル星雲は1980年代に、当時の解像度の低い映像では拳銃の形に見えたことから命名された。高光度青色変光星であるピストル星は太陽の160万倍の明るさであるとされ、銀河系の中で最も明るい恒星のひとつに挙げられている。

## 資料
1. 1 2  “SIMBAD Astronomical Database”. Results for [FMM95] 3. 2015年10月14日閲覧。
2. ↑  Figer, Donald F.; Morris, Mark; Geballe, T. R.; Rich, R. Michael; Serabyn, Eugene; McLean, Ian S.; Puetter, R. C.; Yahil, Amos (1999). “High-Resolution Infrared Imaging and Spectroscopy of the Pistol Nebula: Evidence for Ejection”. The Astrophysical Journal 525 (2):  759. arXiv:astro-ph/9906479. Bibcode: 1999ApJ...525..759F. doi:10.1086/307927.
3. ↑  Figer, Donald F.; Najarro, Francisco; Morris, Mark; McLean, Ian S.; Geballe, Thomas R.; Ghez, Andrea M.; Langer, Norbert (1998). “The Pistol Star”. The Astrophysical Journal 506:  384. Bibcode: 1998ApJ...506..384F. doi:10.1086/306237.